# Центрально-Казахстанская нефтегазоносная провинция

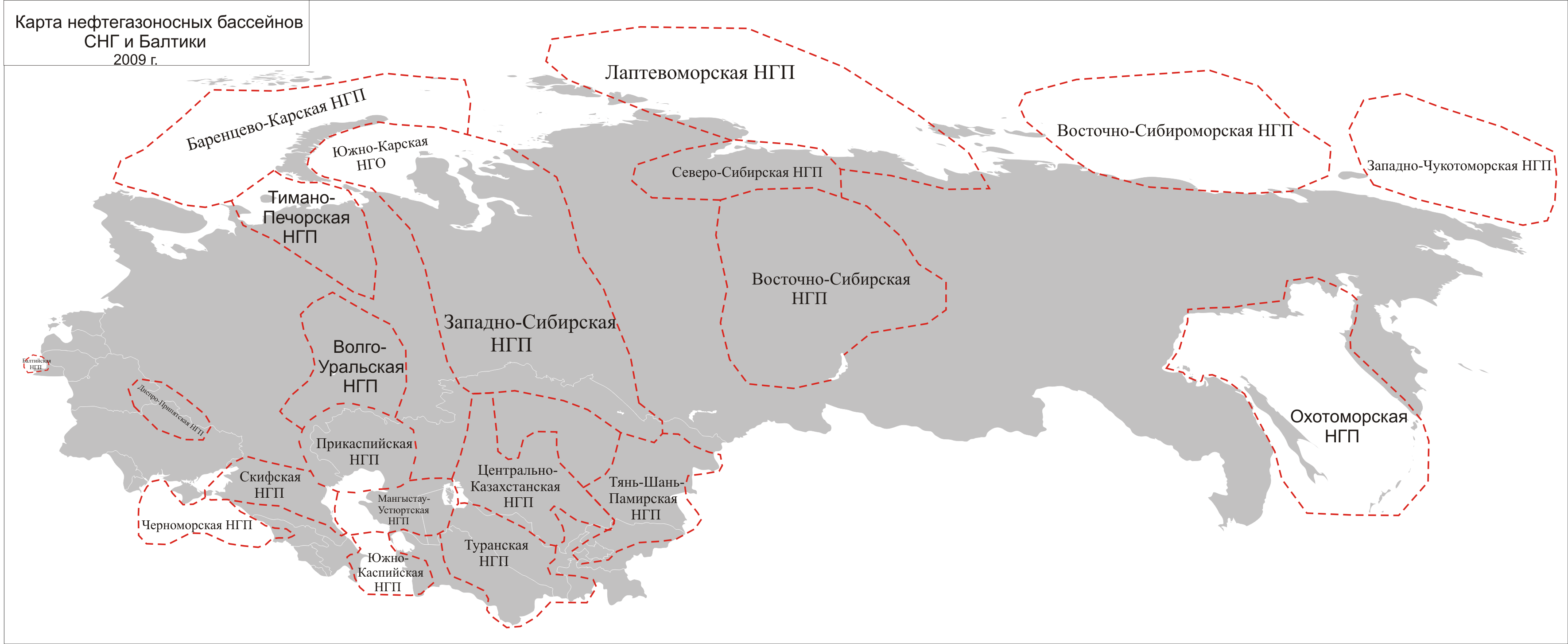
Центрально-Казахстанская нефтегазоносная провинция

Центрально-Казахстанская нефтегазоносная провинция - казахстанская часть Туранской НГП. Иногда выделяют как самостоятельную нефтегазоносную провинцию. Геология Центрально-Казахстанской НГП одинаковая с Туранская НГП и Тянь-Шань-Памирская НГП. Особенность от других Туранских нефтегазоносных областей у Тургайских нету палеозойские отложении сразу после триаса идет проторозойские отложении. Открыта она 1984 г, сформировалась как провинция после открытия Кумколя.
Центрально-Казахстанская нефтегазоносная провинция делятся на области:
- Шу-Сарысуйская
- Тенизская
- Южно-Тургайская
- Сырдарьинская
- Северо-Тургайская
- Восточно-Аральская
- Балхашская
- Илийская
- Зайсанская
- Алакольская

Последние 4 области иногда условно выделяют как самостоятельную провинцию - Восточно-Казахстанскую. В этих 4 областях еще не открыта не одно месторождение и несчитается провинцией, а как перспективная провинция.